# Chevrolet Spark
Spark é um hatchback de porte mini da Chevrolet.
Na Coreia do Sul, onde o modelo foi concebido, o modelo é conhecido como a segunda geração do Daewoo Matiz, que foi inspirada no modelo conceitual Chevrolet Beat.
Um dos grandes destaques da General Motors no Salão de Detroit - um claro sinal dos tempos - é o novo Chevrolet Spark, que está sendo comercializado nos Estados Unidos desde 2011. O grande destaque do modelo é a eficiência do seu motor, cujo consumo, segundo a fábrica, fica me torno dos 17 quilômetros por litro em ciclo urbano.
O modelo é baseado no conceito Beat apresentado no Salão de Nova York de 2007 e será vendido como um carro voltado para o público jovem. Não foram divulgados mais informações - a versão final de produção foi mostrada no Salão de Genebra, em finais do mês de Março de 2011.
As linhas do modelo são bastante angulosas. A frente incorpora a grade atual da marca, com faróis alongados que invadem os paralamas e chegam quase até a coluna A, com capô bastante inclinado. Na lateral, vincos bem pronunciados conferem personalidade ao modelo, cuja linha de cintura é ascendente em direção à traseira e as maçanetas traseiras ficam disfarçadas nas molduras das janelas.
Durante o anúncio oficial, realizado na coletiva de imprensa no Cobo Hall na última segunda-feira, dia 12, a empresa também anunciou que irá estrear no mercado, no mesmo ano, a minivan Orlando.
No início de maio de 2013, foi anunciado que o modelo 2014 contaria com opções equipadas com transmissão continuamente variável (Câmbio CVT), o que permitiria redução no consumo de combustível.

## Terceira geração

### Desempenho emcrash tests
O Spark GT recebeu da Latin NCAP 0 estrelas das 5 possíveis, na proteção de adulto, e 0 estrelas de proteção infantil em 2016.